# 홍성 용봉사 영산회괘불탱
홍성 용봉사 영산회괘불탱(洪城 龍鳳寺 靈山會掛佛幀)은 충청남도 홍성군 홍북읍 홍봉사에 있는 조선시대의 불화이다. 1996년 2월 27일 충청남도의 문화재자료 제346호 용봉사괘불로 지정되었다가, 1997년 8월 8일 대한민국의 보물 제1262호 용봉사영산회괘불탱로 승격되었다.

## 개요
석가가 영축산에서 설법하는 장면을 그린 영산회괘불탱으로, 괘불이란 절에서 큰 법회나 의식을 행하기 위해 법당 앞 뜰에 걸어놓고 예배를 드리는 대형 불교그림이다.
화면 중앙에 석가를 화면 가득 그리고, 8대보살, 10대제자 등의 무리가 석가의 주위에 에워싼 구도이다. 석가는 오른손은 무릎에, 왼손은 배꼽에 갖다 댄 모습으로 중앙에 앉아있다. 석가불 양 옆으로 서 있는 8명의 보살들의 얼굴은 갸름하고 연꽃 등을 들고 있으며 불법을 지키는 수호신격인 사천왕과 제석천, 범천이 보살들과 함께 석가불 주위를 에워싸고 있다. 그림의 윗부분엔 10명의 제자들이 있으며 석가와 머리모양이 같은 보살도 보인다. 주로 붉은색과 녹색을 많이 사용하였고 연녹색과 자주색 등의 중간색을 넣어 화면이 차분하고 온화한 분위기를 연출하고 있다.
이 그림은 숙종대왕의 아들이 일찍 죽자 거대한 불화를 그려 아들의 명복을 빌기 위해 제작된 것이다. 조선 숙종 16년(1690)에 승려화가 진간이 그렸는데, 영조 1년(1725)에 그림을 고쳐 그리면서 적어 놓은 글이 그림의 아랫부분에 있다.
이 괘불도는 본존인 석가불의 크기가 작아진 점 등에서 17∼18세기의 특징을 살필 수 있는 중요한 작품으로 회화사연구에 귀중한 자료로 여겨진다.

## 참고 자료
- 홍성 용봉사 영산회괘불탱 - 국가유산청 국가유산포털